# Psilota bifenestrata
Psilota bifenestrata är en tvåvingeart som beskrevs av Meijere 1933. Psilota bifenestrata ingår i släktet sotblomflugor, och familjen blomflugor. Inga underarter finns listade i Catalogue of Life.